# Thierry Vigneron
Thierry Vigneron (Gennevilliers, 9 de março de 1960) é um antigo atleta francês, praticante de salto com vara. Medalha de bronze em Los Angeles 1984, também participou das Olimpíadas de 1980 e 1988.
Bateu ou igualou por cinco vezes o recorde mundial da disciplina, imediatamente antes do reinado de Sergey Bubka.

## Carreira desportiva
A notoriedade de Thierry Vigneron começou ainda com a idade de júnior, ao bater por várias ocasiões o recorde mundial dessa categoria (5.45m, 5.52m e finalmente 5.61m). No início da temporada de 1980 arrebatou o recorde europeu de seniores com 5.67m e, mais tarde, o primeiro dos seus recordes mundiais, ao transpor a fasquia colocada a 5.75m, no meeting de Colombes. 

Nessa mesma época, nos Jogos Olímpicos de Moscovo, cedo abandona a final com três ensaios falhados a 5.55m e perde o recorde mundial para Władysław Kozakiewicz que se torna campeão olímpico com 5.78m. Obtém o seu primeiro grande título internacional no começo da época de 1981, por ocasião dos Campeonatos da Europa em Pista Coberta, disputados em Grenoble, ultrapassando a marca de 5,70 m. No dia 20 de junho de 1981, Vigneron retoma o seu recorde do mundo ao passar 5,80m no decorrer de um encontro internacional de atletismo opondo a França à URSS em Mâcon. 

No início da temporada de 1984, Vigneron vence os Campeonatos da Europa em Pista Coberta de Gotemburgo. Em julho, Vigneron arrebata a medalha de bronze nos Jogos Olímpicos de Los Angeles, terminando em igualdade com o americano Earl Bell com 5,60m, indo o título olímpico para o seu compatriota Pierre Quinon. Em 31 de agosto, no Meeting de Roma, Thierry Vigneron estabelece o quinto recorde mundial da carreira com 5,91m, mas o soviético Sergey Bubka consegue 5,94m alguns minutos mais tarde. 

Após um segundo lugar obtido nos Jogos Mundiais em Pista Coberta 1985 (precursores dos respectivos Campeonatos do Mundo), Vigneron teve de se submter, mais uma vez, a Bubka na final dos Campeonatos do Mundo de Roma 1987.

## Recordes
- Cinco recordes do mundo batidos ou igualados:
  - 5.75 m, em 29 de junho de 1980 em Lille
  - 5.75 m, em 1 de junho de 1980 em Colombes
  - 5.80 m, em 20 de junho de 1981 em Mâcon
  - 5.83 m, em 1 de setembro de 1983 em Roma
  - 5.91 m, em 31 de agosto de 1984 em Roma
- Dois recordes do mundo em pista coberta: 1981 e 1984
- Recorde mundial junior com 5.61m
- Cinco recordes da Europa, entre 1980 e 1984
- Seis recordes de França: 1980 - 2 vezes, 1981, 1983, e 1984 por duas ocasiões